# Mimi Slinger

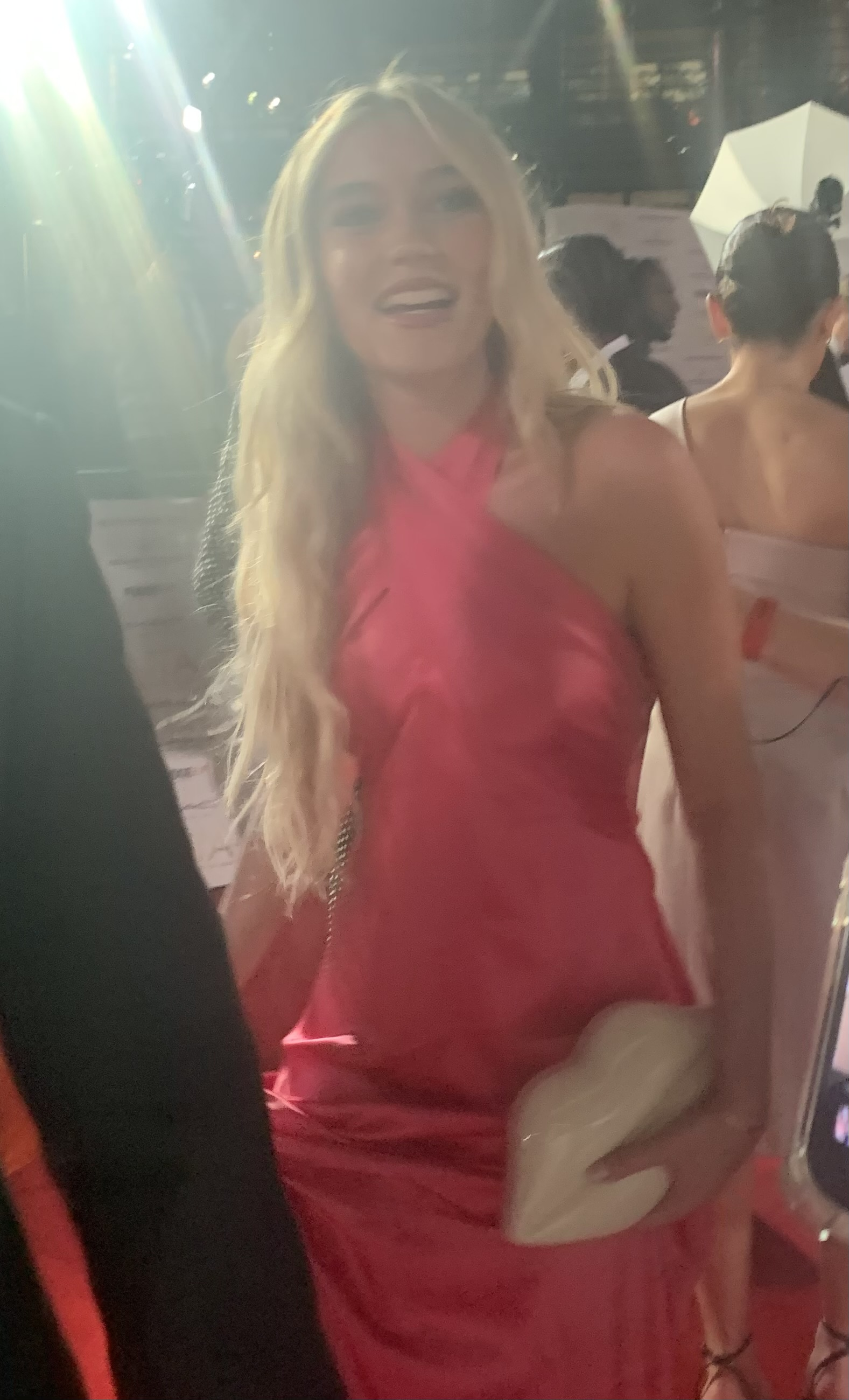
Mimi Slinger (2022)

Mimi Slinger (* 6. Februar 2003 in England) ist eine britische Schauspielerin.

## Leben und Karriere
Slinger wurde am 6. Februar 2003 in England geboren und verbrachte ihre frühe Kindheit in Singapur. Dort besuchte sie die Tanglin Trust School. Im Alter von elf Jahren kehrte sie mit ihrer Familie nach England zurück. Sie absolvierte anschließend eine Ausbildung an der Sylvia Young Theatre School in London.
Ihr Debüt gab Slinger 2014 in einer Singapurer Produktion von The Sound of Music, in der sie die Rolle der Brigitta von Trapp spielte. Anschließend war sie 2017 im Musical The Braille Legacy zu sehen. Im selben Jahr bekam sie in dem Film Heidi: Queen of the Mountain eine Hauptrolle. Ihren Durchbruch hatte sie 2018 mit der Seifenoper Emmerdale.
2023 trat Slinger in dem Kurzfilm Path to Ecstasy sowie in einer Episode der Serie Masters of the Air auf.
Slinger ist seit 2021 mit dem britischen Sänger und Moderator Hrvy liiert.

## Filmografie
- 2017: Heidi: Queen of the Mountain
- 2018–2021: Emmerdale (Fernsehserie)
- 2023: Path to Ecstasy (Kurzfilm)
- 2024: Masters of the Air (Fernsehserie, 1 Episode)